# كين روبرتس (سياسي)
كين روبرتس (بالإنجليزية: Ken Roberts)‏ هو سياسي أمريكي، ولد في 5 أغسطس 1953 في كاسكيد في الولايات المتحدة. حزبياً، نشط في الحزب الجمهوري. وقد انتخب عضو مجلس نواب ايداهو.